# 新店镇 (威远县)
新店镇，是中华人民共和国四川省内江市威远县下辖的一个乡镇级行政单位。

## 行政区划
新店镇下辖以下地区：
新店场社区、永农村、永华村、永强村、永红村、永结村、永政村、金莲村、十字村、奇龙村、长塘村、高山村、新和村、民付村、凤翔村、石坪村、文丰村、张建村、长山村、帽塘村、朝阳村和一品村。

## 特产
新店七星椒：中国地理标志产品。